# Camp vectorial hamiltonià
En matemàtiques i física, un camp vectorial hamiltonià en una varietat simplèctica és un camp vectorial definit per a qualsevol funció energètica o hamiltoniana. Anomenat segons el físic i matemàtic Sir William Rowan Hamilton, un camp vectorial hamiltonià és una manifestació geomètrica de les equacions de Hamilton en mecànica clàssica. Les corbes integrals d'un camp vectorial hamiltonià representen solucions de les equacions de moviment en la forma hamiltoniana. Els difeomorfismes d'una varietat simplèctica que sorgeixen del flux d'un camp vectorial hamiltonià es coneixen com a transformacions canòniques en física i simplectomorfismes (de Hamilton) en matemàtiques.
Els camps vectorials hamiltonians es poden definir de manera més general en una varietat de Poisson arbitrària. El parèntesi de Lie de dos camps vectorials hamiltonians corresponents a les funcions f i g de la varietat és en si mateix un camp vectorial hamiltonià, amb l'hammiltonià donat pel claudàtor de Poisson de f i g.

## Definició
Suposem que (M, ω) és una varietat simplèctica. Com que la forma simplèctica ω no és degenerada, estableix un isomorfisme lineal de fibra.
{\displaystyle \omega :TM\to T^{*}M,}
entre el feix tangent TM i el feix cotangent T*M, amb la inversa
{\displaystyle \Omega :T^{*}M\to TM,\quad \Omega =\omega ^{-1}.}
Per tant, les formes una en una varietat simplèctica M es poden identificar amb camps vectorials i cada funció diferenciable H: M → R determina un camp vectorial únic XH, anomenat camp vectorial hamiltonià amb l'hammiltonià H, definint per a cada camp vectorial Y a M ,
{\displaystyle \mathrm {d} H(Y)=\omega (X_{H},Y).}
Nota: Alguns autors defineixen el camp vectorial hamiltonià amb el signe oposat. Cal tenir en compte les diferents convencions de la literatura física i matemàtica.

## Exemples
Suposem que M és una varietat simplèctica 2n dimensions. Aleshores, localment, es poden triar coordenades canòniques (q1, ..., qn, p1, ..., pn) a M, en les quals la forma simplèctica s'expressa com: {\displaystyle \omega =\sum _{i}\mathrm {d} q^{i}\wedge \mathrm {d} p_{i},}
on d denota la derivada exterior i ∧ indica el producte exterior. Aleshores el camp vectorial hamiltonià amb hamiltonià H pren la forma:  {\displaystyle \mathrm {X} _{H}=\left({\frac {\partial H}{\partial p_{i}}},-{\frac {\partial H}{\partial q^{i}}}\right)=\Omega \,\mathrm {d} H,}
on Ω és una matriu quadrada 2n × 2n
{\displaystyle \Omega ={\begin{bmatrix}0&I_{n}\\-I_{n}&0\\\end{bmatrix}},}
i
{\displaystyle \mathrm {d} H={\begin{bmatrix}{\frac {\partial H}{\partial q^{i}}}\\{\frac {\partial H}{\partial p_{i}}}\end{bmatrix}}.}
La matriu Ω es denota sovint amb J
Suposem que M = R2n és l'espai vectorial simlèctic de 2n dimensions amb coordenades canòniques (globals).

## Propietats
- L'assignació f ↦ Xf és lineal, de manera que la suma de dues funcions hamiltonianes es transforma en la suma dels camps vectorials hamiltonians corresponents.
- Suposem que (q1,..., qn, p1,..., pn) són coordenades canòniques a M (vegeu més amunt). Aleshores, una corba γ(t) = (q(t),p(t)) és una corba integral del camp vectorial hamiltonià XH si i només si és una solució de les equacions de Hamilton:

{\displaystyle {\dot {p}}_{i}=-{\frac {\partial H}{\partial q^{i}}}.}
- L'hammiltonià H és constant al llarg de les corbes integrals, perquè {\displaystyle \langle dH,{\dot {\gamma }}\rangle =\omega (X_{H}(\gamma ),X_{H}(\gamma ))=0}. És a dir, H(γ(t)) és realment independent de t. Aquesta propietat correspon a la conservació de l'energia en la mecànica hamiltoniana.
- De manera més general, si dues funcions F i H tenen un parèntesi de Poisson zero (vegeu més avall), aleshores F és constant al llarg de les corbes integrals de H, i de manera similar, H és constant al llarg de les corbes integrals de F. Aquest fet és el principi matemàtic abstracte darrere del teorema de Noether.
- La forma simplèctica ω es conserva pel flux hamiltonià. De manera equivalent, la derivada de Lie {\displaystyle {\mathcal {L}}_{X_{H}}\omega =0.}